# Försvarskarl
Försvarskarl benämndes på 1600- och 1700-talen en person (vanligen hantverkare), som av någon ståndsperson blivit tagen i tjänst och laga försvar. Jämlikt gällande lagar var sådan person berättigad till vissa förmåner, men om han endast på pappret var tagen i försvar, utan att i verkligheten tjäna den föregivne husbonden, behandlades han som ”överflödig försvarskarl” och hemföll till allmänt arbete.

## Källa
- Nordisk Familjebok, andra upplagan (Uggleupplagan), band 9, spalt 499.